# 第二生命
《第二生命》（英語：Seconds）是一部在1966年上映的美國科幻驚悚片，由約翰·法蘭克海默執導，洛克·哈德森主演。編劇路易士·約翰·卡連諾以大衛·伊萊所著的《Second》小說為基礎改編。該片由派拉蒙影業發行且入選第19屆坎城影展正式競賽單元。攝影師黃宗霑被提名奧斯卡最佳攝影獎。

## 劇情
亞瑟·漢米爾頓是一名失去人生目標的中年男子。他的事業極為成功，以致於對事業感到索然無味。他早淡卻了對妻子的感情，而唯一的女兒在出嫁後便很少相聚。漢彌爾頓透過一位以為早已過世的朋友的牽線，接觸了一個祕密組織，該組織簡稱為「公司」。

## 演員
- 洛克·哈德森 – Antiochus "Tony" Wilson
- 萨洛梅·詹斯（英语：Salome Jens） – Nora Marcus
- 約翰·蘭多夫（英语：John Randolph (actor)） – 亞瑟·漢米爾頓
- 威爾‧吉爾（英语：Will Geer） – 長者
- 傑夫‧柯瑞（英语：Jeff Corey） – Mr. Ruby
- 李察·安德森（英语：Richard Anderson） – Dr. Innes
- 莫瑞·漢密爾頓（英语：Murray Hamilton） – Charlie Evans
- 卡爾·史溫森（英语：Karl Swenson） – Dr. Morris
- Khigh Dhiegh – Davalo
- 弗朗西絲‧理德（英语：Frances Reid） – Emily Hamilton
- 韋斯利·阿迪（英语：Wesley Addy） – John
- 約翰·勞倫斯（英语：John Lawrence (actor)） – Texan
- 伊麗莎白·弗雷澤（英语：Elisabeth Fraser） – Plump Blonde
- 多迪·希斯（英语：Dodie Heath） – Sue Bushman (as Dody Heath)
- 羅伯特·布魯貝克（英语：Robert Brubaker） – Mayberry
- 芭芭拉·沃勒（英语：Barbara Werle） – 秘書
- 蒂娜·斯卡拉（英语：Tina Scala） - 在宴會場景上愉快地踩葡萄的年輕女孩

## 歷史背景
約翰‧弗蘭克海默在執導他最著名的電影1962年的《阿尔卡特兹的养鸟人》、《諜網迷魂》，以及1964年的《五月中的七天》之後，旋即執導《第二生命》，後兩者與第二生命並稱為約翰‧弗蘭克海默的偏執三部曲。

## 獎項
- 提名 最佳攝影獎 - 奧斯卡金像獎 （黃宗霑）
- 提名 金棕櫚獎 - 坎城電影節 （約翰·法蘭克海默）

## 家用播放市場
第二生命於1997年5月首次於家用播放市場發行，於2002年1月8日發行數位影碟，並於其後絕版。標準收藏於2013年8月13日發行了新的數位影碟與藍光修復版。

## 外部連結
- 互联网电影数据库（IMDb）上《Seconds》的资料（英文）
- AllMovie上《Seconds》的资料（英文）
- TCM电影资料库上《Seconds》的资料（英文）